# Liste des primats de l'Église orthodoxe serbe

## Liste des primats de l'Église orthodoxe serbe

### Archevêques (1219-1346)
| Règne               | Portrait | Nom monastique en français, en serbe cyrillique et en serbe latin | Date de naissance Date de décès | Nom dans le monde  | lieux de naissance | Notes                                                                                 |
| ------------------- | -------- | ----------------------------------------------------------------- | ------------------------------- | ------------------ | ------------------ | ------------------------------------------------------------------------------------- |
| 1219-1233           |          | Saint Sava Свети Сава Sveti Sava                                  | Vers 1174-14 janvier 1236       | Rasko Nemanjić     | Zachlumie          | Il est l'architecte principale de l'autocéphalité de Église orthodoxe serbe           |
| 1233-1263           |          | Arsène Ier de Syrmie Арсеније I Сремац Arsenije I Sremac          | ?-28 octobre 1266               |                    |                    | Premier archevêque de Peć                                                             |
| 1263-1271           |          | Saint Sava II Свети Сава II Sveti Sava II                         | Vers 1200-8 février 1271        | Predislav Nemanjić |                    | Deuxième Archevêque de Peć ; neveu de Saint Sava Ier                                  |
| 1271-1272           |          | Danilo Ier Данило I Danilo I                                      |                                 |                    |                    | Troisième archevêque de Peć. A été remplacé après une année pour une raison inconnue. |
| 1272-1279           |          | Joannice Ier Јоаникије I Joanikije I                              | ?-1279                          |                    |                    | Quatrième archevêque de Peć                                                           |
| 1279-1286           |          | Eustathe Ier Јевстатије I Jevstatije I                            | ?-4 janvier 1286                |                    |                    | Cinquième archevêque de Peć                                                           |
| 1286-1292           |          | Jakov Јаков Jakov                                                 | ?-3 février 1292                |                    |                    | Sixième archevêque de Peć                                                             |
| 1292-1309           |          | Eustathe II Свети Јевстатије II Sveti Jevstatije II               |                                 |                    |                    | Septième archevêque de Peć ; canonisé.                                                |
| 1309-1316           |          | Sava III Свети Сава III Sveti Sava III                            | ?-23 juillet 1316               |                    |                    | Huitième archevêque de Peć ; canonisé.                                                |
| 1317-1324           |          | Nicodème Ier de Peć Никодим I Пећки Nikodim I Pećki               | ?-1325                          |                    |                    | Neuvième archevêque de Peć ; canonisé.                                                |
| 1324- décembre 1337 |          | Danilo II Данило II Danilo II                                     | Vers 1270-19 décembre 1337      |                    |                    | Dixième archevêque de Peć ; canonisé.                                                 |
| 1338-1346           |          | Joannice II Свети Јоаникије II Sveti Joanikije II                 | ?-3 septembre 1354              |                    |                    | Onzième archevêque de Peć et premier Patriarche serbe ; canonisé                      |

## Patriarches (1346-1463)
| Règne     | Portrait | Nom monastique en français, en serbe cyrillique et en serbe latin | Date de naissance Date de décès | Nom dans le monde | Lieu de naissance | Notes                                                             |
| --------- | -------- | ----------------------------------------------------------------- | ------------------------------- | ----------------- | ----------------- | ----------------------------------------------------------------- |
| 1346-1354 |          | Joannice II Свети Јоаникије II Sveti Joanikije II                 | ?-3 septembre 1354              |                   |                   | Onzième archevêque de Peć et premier Patriarche serbe ; canonisé. |
| 1354-1375 |          | Sava IV Сава IV Sava IV                                           | ?-1375                          |                   |                   |                                                                   |
| 1375-1380 |          | Jefrem Јефрем Jefrem                                              | Vers 1311-15 juin 1399          |                   |                   | Canonisé.                                                         |
| 1380-1389 |          | Spyridon Спиридон Spiridon                                        | ?-1389                          |                   |                   | Canonisé.                                                         |
| 1389-1392 |          | Jefrem Јефрем Jefrem                                              | Vers 1311-15 juin 1399          |                   |                   | Rétabli dans sa fonction.                                         |
| 1392-1396 |          | Danilo III                                                        | ?-7 avril 1396                  |                   |                   |                                                                   |
| 1396-1407 |          | Sava V Сава V Sava V                                              |                                 |                   |                   |                                                                   |
| 1407      |          | Danilo IV Данило IV Danilo IV                                     |                                 |                   |                   |                                                                   |
| 1407-1419 |          | Cyrille Кирило Kirilo                                             | ?-27 décembre 1418              |                   |                   | Canonisé.                                                         |
| 1419-1435 |          | Nikon Никон Nikon                                                 |                                 |                   |                   | Canonisé.                                                         |
| 1446      |          | Théophane Теофан Teofan                                           |                                 |                   |                   |                                                                   |
| 1446-1453 |          | Nicodème II Никодим II Nikodim II                                 |                                 |                   |                   |                                                                   |
| 1453-1463 |          | Arsène II Арсеније II Arsenije II                                 |                                 |                   |                   |                                                                   |

1463-1557 : après la conquête ottomane du Patriarcat de Peć et la chute de Smederevo (1459) et après la mort du patriarche Arsène II, le patriarcat a été placé sous la juridiction de l'archevêché d'Ohrid.

## Restauration du patriarcat de Peć et abolition (1557-1766)
| Règne     | Portrait | Nom en français, en serbe cyrillique et en serbe latin (éventuellement)                       | Date de naissance Date de décès | Nom dans le monde  | Lieu de naissance | Notes                                                                                              |
| --------- | -------- | --------------------------------------------------------------------------------------------- | ------------------------------- | ------------------ | ----------------- | -------------------------------------------------------------------------------------------------- |
| 1557-1571 |          | Makarije Sokolović Макарије Соколовић                                                         | ?-1574                          |                    |                   | 13e patriarche serbe ; sans doute cousin du grand vizir ottoman Mehmed pacha Sokolović ; canonisé. |
| 1571-1575 |          | Antonije Sokolović Антоније Соколовић                                                         | ?-1575                          |                    |                   | 14e patriarche serbe.                                                                              |
| 1575-1586 |          | Gerasim Sokolović Герасим Соколовић                                                           |                                 |                    |                   | 15e patriarche serbe.                                                                              |
| 1586-1589 |          | Savatije Саватије                                                                             | ?-1589                          | Savatije Sokolović |                   | 16e patriarche serbe.                                                                              |
| 1589      |          | Nicanor Никанор Nikanor                                                                       |                                 |                    |                   | 17e patriarche serbe.                                                                              |
| 1589-1591 |          | Jerotej Sokolović Јеротеј Соколовић                                                           | ?-17 février 1591               |                    |                   | 18e patriarche serbe.                                                                              |
| 1591-1592 |          | Filip Sokolović Филип Соколовић                                                               | ?-1592                          |                    |                   | 19e patriarche serbe.                                                                              |
| 1592-1614 |          | Jovan Kantul Јован Кантул                                                                     | ?-1614                          |                    |                   | 20e patriarche serbe.                                                                              |
| 1614-1648 |          | Païssios Ier de Janjevo Пајсије I Јањевац Pajsije I Janjevac                                  | 1542-2 novembre 1647            |                    |                   | 21e patriarche serbe.                                                                              |
| 1648-1655 |          | Gabriel Ier Rajić Гаврило I Рајић Gavrilo I Rajić                                             | 1595-1659                       |                    |                   | 22e patriarche serbe ; canonisé.                                                                   |
| 1655-1674 |          | Maksim Skopljanac Максим Скопљанац                                                            | ?-1680                          |                    |                   | 23e patriarche serbe.                                                                              |
| 1674-1691 |          | Arsène III Čarnojević Арсеније III Црнојевић Arsenije III Crnojević                           | 1633-27 octobre 1706            |                    |                   | 24e patriarche serbe ; après 1690, métropolite de Karlovci.                                        |
| 1691-1710 |          | Callinicus Ier Калиник I Kalinik I                                                            | ?-1710                          |                    |                   | 25e patriarche serbe.                                                                              |
| 1711-1712 |          | Athanase Ier Атанасије I Atanasije I                                                          | ?-23 avril 1712                 |                    |                   | 26e patriarche serbe.                                                                              |
| 1712-1726 |          | Mojsije Rajović Мојсије Рајовић                                                               | ?-13 avril 1726                 |                    |                   | 27e patriarche serbe.                                                                              |
| 1726-1737 |          | Arsène IV Jovanović Šakabenta Арсеније IV Јовановић Шакабента Arsenije IV Jovanović Šakabenta | 1698-17 janvier 1748            |                    |                   | 28e patriarche serbe ; après 1737, métropolite de Karlovci.                                        |
| 1737-1746 |          | Joannice III Karatzas le Grec Јоаникије III Караџа-Грк Joanikije III Karadža-Grk              | Vers 1700-1793                  |                    |                   | 29e patriarche serbe ; d'origine grecque.                                                          |
| 1746-1752 |          | Athanase II Gavrilović Атанасије II Гавриловић Atanasije II Gavrilović                        | ?-1752                          |                    |                   | 30e patriarche serbe.                                                                              |
| 1752      |          | Gabriel II de Sarajevo Гаврило II Сарајевац Gavrilo II Sarajevac                              | ?-1752                          |                    |                   | 31e patriarche serbe.                                                                              |
| 1752-1758 |          | Gabriel III Гаврило III Gavrilo III                                                           |                                 |                    |                   | 32e patriarche serbe.                                                                              |
| 1758      |          | Vikentije Stefanović Викентије Стефановић                                                     | ?-1758                          |                    |                   | 33e patriarche serbe.                                                                              |
| 1758      |          | Païssios II le Grec Пајсије II Грк Pajsije II Grk                                             | ?-1758                          |                    |                   | 34e patriarche serbe ; d'origine grecque.                                                          |
| 1758      |          | Gabriel IV le Grec Гаврило IV Грк Gavrilo IV Grk                                              |                                 |                    |                   | 35e patriarche serbe ; d'origine grecque.                                                          |
| 1758-1763 |          | Cyrille II Кирило II Kirilo II                                                                |                                 |                    |                   | 36e patriarche serbe.                                                                              |
| 1763-1765 |          | Vasilije Jovanović-Brkić Василије Јовановић-Бркић                                             | ?-10 février 1772               |                    |                   | 37e patriarche serbe.                                                                              |
| 1765-1766 |          | Callinicus II le Grec Калиник II Грк Kalinik II Grk                                           |                                 |                    |                   | 38e patriarche serbe ; d'origine grecque.                                                          |

En 1766, le patriarcat a été à nouveau aboli par les Ottomans.

## Patriarches serbes enMonarchie de Habsbourg(1848-1918)
- 1848 à 1861 Josif Rajačić
- 1864 à 1870 Samuilo Maširević
- 1874 à 1879 Prokopije Ivačković
- 1881 à 1888 German Anđelić
- 1890 à 1907 Georgije Branković
- 1908 à 1913 Lukijan Bogdanović

## Patriarches (depuis 1920)
Le patriarcat de Serbie a été recréé en 1920.
| No | Portrait | Nom de règne                         | Règne                                                                | Nom d’origine       | Naissance                                          | Remarques                                                                                               |
| -- | -------- | ------------------------------------ | -------------------------------------------------------------------- | ------------------- | -------------------------------------------------- | --- |
| 39 |          | Dimitri Dimitrije Димитрије          | 12 septembre 1920 – 6 avril 1930 9 ans, 6 mois et 25 jours           | Dimitrije Pavlović  | 28 octobre 1846 à Požarevac Serbie                 | Archevêque de Belgrade et métropolite de Serbie (1905-1920) Premier patriarche depuis le XVIIIe siècle. |
| 40 |          | Barnabé Varnava Варнава              | 12 avril 1930 – renonce le 23 juillet 1937 7 ans, 3 mois et 11 jours | Varnava Rosić       | 10 septembre 1880 à Pljevlja Empire ottoman        | Métropolite de Skopje (1920-1930).                                                                      |
| 41 |          | Gabriel V Gavrilo V Гаврило V        | 21 février 1938 – 7 mai 1950 12 ans, 2 mois et 16 jours              | Đorđe Dožić         | 17 mai 1881 à Donja Morača Monténégro              | En exil de 1944 à 1946.                                                                                 |
| 42 |          | Vincent II Vikentije II Викентије II | 1er juillet 1950 – 5 juillet 1958 8 ans et 4 jours                   | Vitomir Prodanov    | 23 août 1890 à Bačko Petrovo Selo Autriche-Hongrie | — |
| 43 |          | Germain German Герман                | 13 septembre 1958 – 30 novembre 1990 32 ans, 2 mois et 17 jours      | Hranislav Đorić     | 19 août 1899 à Jošanička Banja Serbie              | — |
| 44 |          | Paul Pavle Павле                     | 1er décembre 1990 – 15 novembre 2009 18 ans, 11 mois et 14 jours     | Gojko Stojčević     | 11 septembre 1914 à Kućanci Autriche-Hongrie       | — |
| 45 |          | Irénée Irinej Иринеј                 | 22 janvier 2010 – 20 novembre 2020 10 ans, 9 mois et 29 jours        | Miroslav Gavrilović | 28 août 1930 à Vidova Yougoslavie                  | Victime de la pandémie de Covid-19.                                                                     |
| 46 |          | Porphyre Porfirije Порфирије         | Depuis le 19 février 2021 4 ans et 17 jours                          | Prvoslav Perić      | 22 juillet 1961 à Bečej Yougoslavie                | Métropolite de Zagreb et de Ljubljana (2014-2021).                                                      |